# تاریخ روسیه

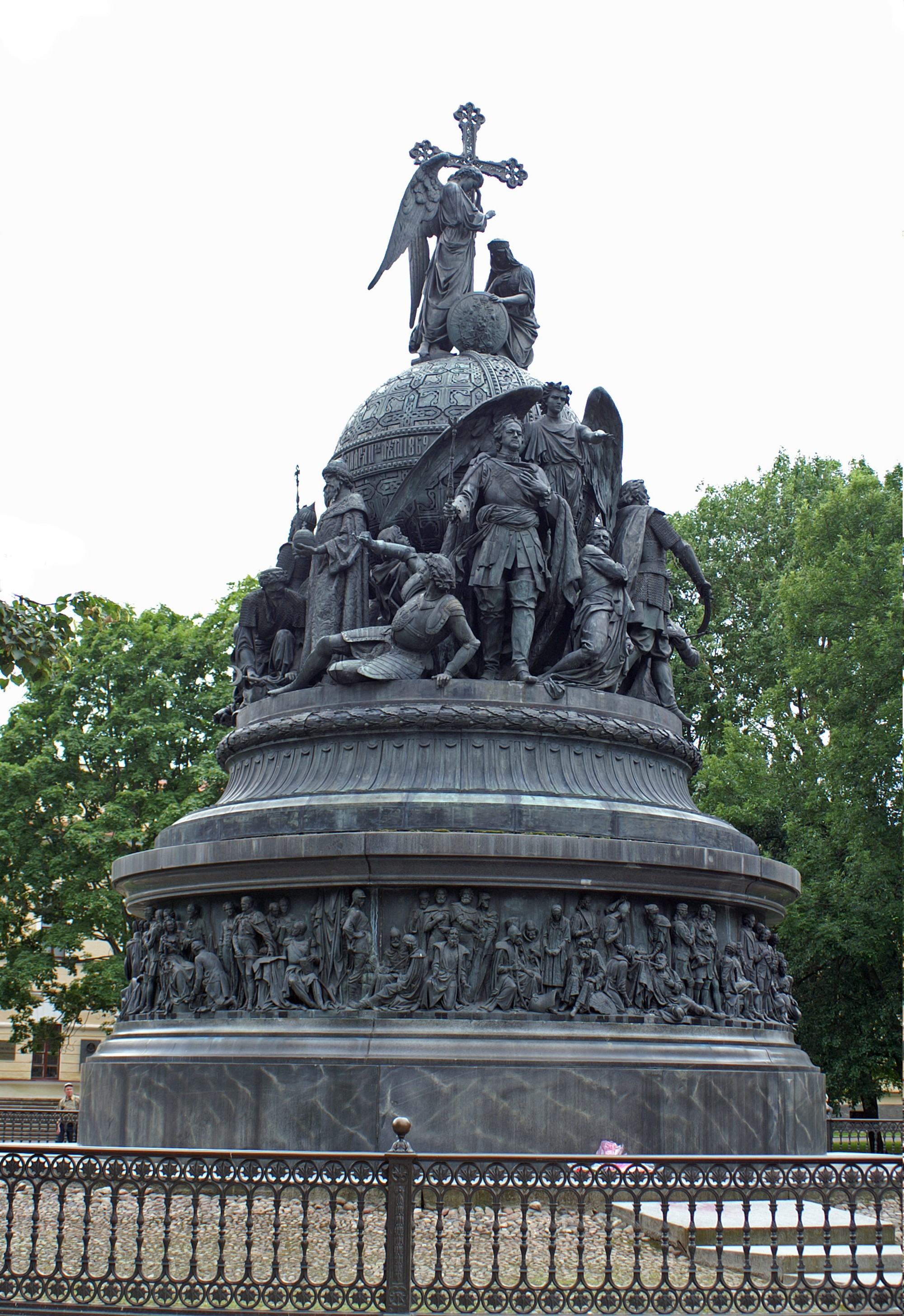

تاریخ روسیه از گروه نژادی اسلاوهای شرقی آغاز می‌شود، که نهایتاً به روسی‌ها، اوکراینی‌ها و بلاروس‌ها تقسیم می‌شوند. نخستین ایالت اسلاویک شرقی، روس کی‌یف، دین مسیحیت را در سال ‌۹۸۸ از امپراتوری بیزانس پذیرفت، ولی با شروع تجزیه بیزانس فرهنگ‌های اسلاویک فرهنگ روسیه را برای هفت قرن بعدی تعریف نمودند. روس کی‌یف در نهایت به عنوان یک استان به چند ایالت تجزیه گردید که برای کسب مطالبات خود به عنوان وارثان تمدن و جایگاه غالب آن با یکدیگر رقابت می‌نمودند.
پس از قرن سیزدهم، حکومت مسکو به تدریج بر مرکز فرهنگی سابق غلبه نمود. تا قرن هجدهم، دستگاه حکومت مسکو تبدیل به امپراتوری روسیه گردید که از لهستان در شرق تا اقیانوس کبیر امتداد می‌یافت. توسعه در جهت غرب موجب آگاه شدن روسیه نسبت به پیشرفت کند آن کشور و نیز ایجاد انزوایی برای آن کشور گردید که مراحل اولیه گسترش در آن واقع شده بود. رژیم‌های جانشین در قرن نوزدهم به یک چنین فشارهایی با ترکیبی از اصلاحات ناخواسته و سرکوب بیگاری روسی پاسخ دادند که لغو رعیت‌داری درسال ۱۸۶۱ از آن جمله بود اما این الغاء به قیمت ناخوشایندی برای رعیت‌ها تمام شد و فشارهای انقلابی را افزایش داد. بین لغو رعیت‌داری و آغاز جنگ جهانی اول در سال ۱۹۱۴، اصلاحات استولیپین، قانون اساسی سال ۱۹۰۶ و مجلس کشور تغییرات چشمگیری را در اقتصاد و سیاست روسیه ارائه نمود، اما تزار‌ها هنوز مایل به واگذاری حکومت استبدادی خود نبودند.
شکست نظامی و کمبود آذوقه سبب انقلاب روسیه در سال ۱۹۱۷ شد، و بلشویک‌ها و حزب کمونیست شوروی را به قدرت رساند. بین سال‌های ۱۹۲۲ تا ۱۹۹۱، تاریخ روسیه که اساساً تاریخ شوروی می‌باشد، به شکلی مؤثر به عنوان امپراتوری مبتنی بر ایدئولوژی تقریباً هم ارز با امپراتوری روسیه گردید. از همان سال‌های ابتدا، دولت روسیه بر مبنای یک حکومت تک حزبی از کمونیست‌ها پایه‌گذاری شد، که با آغاز آن در مارس ۱۹۱۸، آن‌ها خود را بلشویک نام نهادند. اما تا اواخر دهه ۱۹۸۰، با ضعف ساختارهای اقتصادی و سیاسی که شرایطی حاد پیدا کرده بودند، در پایان دوره حکومت اتحاد شوروی، تغییرات چشمگیری در رهبری‌های اقتصادی و حزبی آن‌ها رخ داد.
از این رو تاریخ فدراسیون جدید روسیه کوتاه می‌باشد و تنها به فروپاشی اتحاد شوروی در اواخر سال ۱۹۹۱ برمی گردد. از زمان دستیابی به استقلال، روسیه خود را در صحنه بین‌المللی جانشین قانونی اتحاد شوروی سابق می‌داند. اما روسیه جایگاه خود را به عنوان ابرقدرت از دست داده چرا که مواجه با چالش‌های جدی در تلاش‌های خود برای ایجاد یک نظام جدید سیاسی و اقتصادی پس از شوروری سابق می‌باشد. در جدال بر سر مالکیت سوسیالیستی برنامه‌ریزی متمرکز دولتی اموال در حوزه شوروی (سابق)، روسیه در تلاش برای ایجاد اقتصادی مبتنی بر عناصر سرمایه‌داری بازار با پیامدهایی مشقت‌بار بوده‌است. حتی امروز هم روسیه در اموری یکسان همچون فرهنگ سیاسی و ساختار اجتماعی با تزارها و اتحاد شوروی سابق سهیم می‌باشد.

## تاریخ

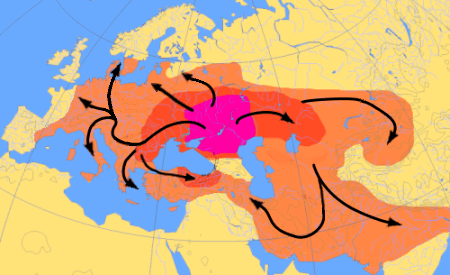
فرضیه کورگان

### ساکنان اولیه اسلاو
موضوعات اصلی: نیاهندواروپاییان، سکاها، قلمرو بوسفور، ناحیه‌های دریای خزر
پیش از دوره مسیحیت، نواحی گسترده استپ محل سکونت قبیله‌هایی همچون نیاهندواروپاییان و سکاها بود. بازمانده تمدن‌های قدیمی نواحی استپ که در دوره قرن بیستم کشف شدند در نواحی همچون ایپاتووو کورگان، سینتاشتا، آرکائیم و پازیریک قرار داشتند. در قرن ۷ پیش از میلاد، تجار یونانی تمدن کلاسیک را به مراکز تجاری تانائیس و فاناگوریا آوردند. بین سده‌های سوم و ششم پس از میلاد، در قلمرو بوسفر به عنوان یک حکومت یونانی جانشین مستعمرات یونان گردید از طریق امواج پیاپی حملات چادرنشینان سرکوب گردید که توسط قبایل جنگجویی هدایت می‌شد که اغلب به سوی اروپا حرکت می‌کردند، و از جمله آن‌ها هون‌ها و آوارها بودند.
در طی قرن هشتم، گروهی از مردم ترک خزرها بر حوزه آبگیر ولگا در نواحی استپ بین خزر و دریای سیاه حکومت می‌کردند. خزری‌ها با توجه به قوانین و روحیه آزادی و جهان‌وطنی خود، اتصال اصلی بازرگانی بین ناحیه بالتیک و امپراتوری مسلمان عباسیان بودند که، مرکز حکومتش در بغداد واقع بود. آن‌ها متحدین مهمی برای امپراتوری بیزانس بودند، و جنگ‌های موفقیت‌آمیزی را علیه خلیفه‌های عرب به راه انداختند. آن‌ها در قرن هشتم، دین یهودیت را پذیرفتند.

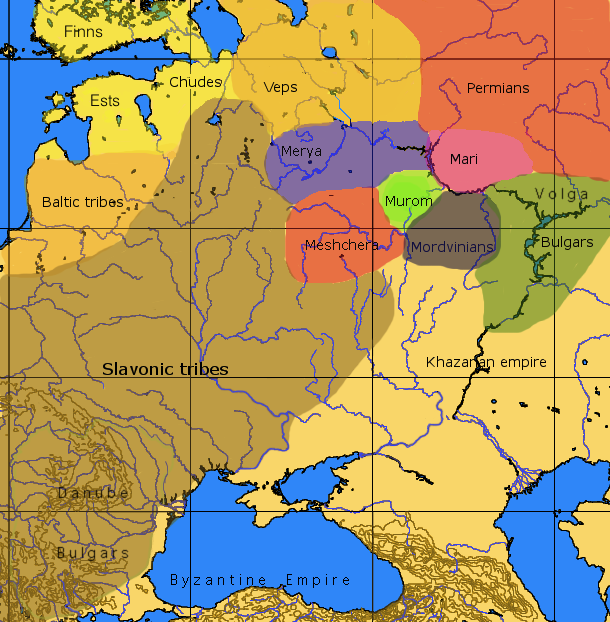
نقشه تخمینی فرهنگ‌ها دربخش اروپایی روسیه به هنگام ورود وارانجیان

### روس کییفی(Kievan Rus')
موضوع اصلی: روس کییفی 
روسِ کیف نام دولتی قرون وسطایی اروپایی بود که در اواخر سدهٔ نهم میلادی تشکیل‌شد و پس از تازش مغولها میان سال‌های ۱۲۳۷ تا ۱۲۴۰ میلادی از میان رفت.
این مملکت در منابع هم‌عصر خویش، از جمله در متن‌های اسلامی، همواره روس خوانده می‌شده‌است و عنوان روسِ کیف مربوط به سدهٔ نوزدهم میلادی است که تاریخ‌نگاران موضوع روسیه برای اشاره به دولتی که پایتختش کی‌یف بوده این عنوان را بدان اطلاق نموده‌اند.

### روس کییفی در قرن یازدهم

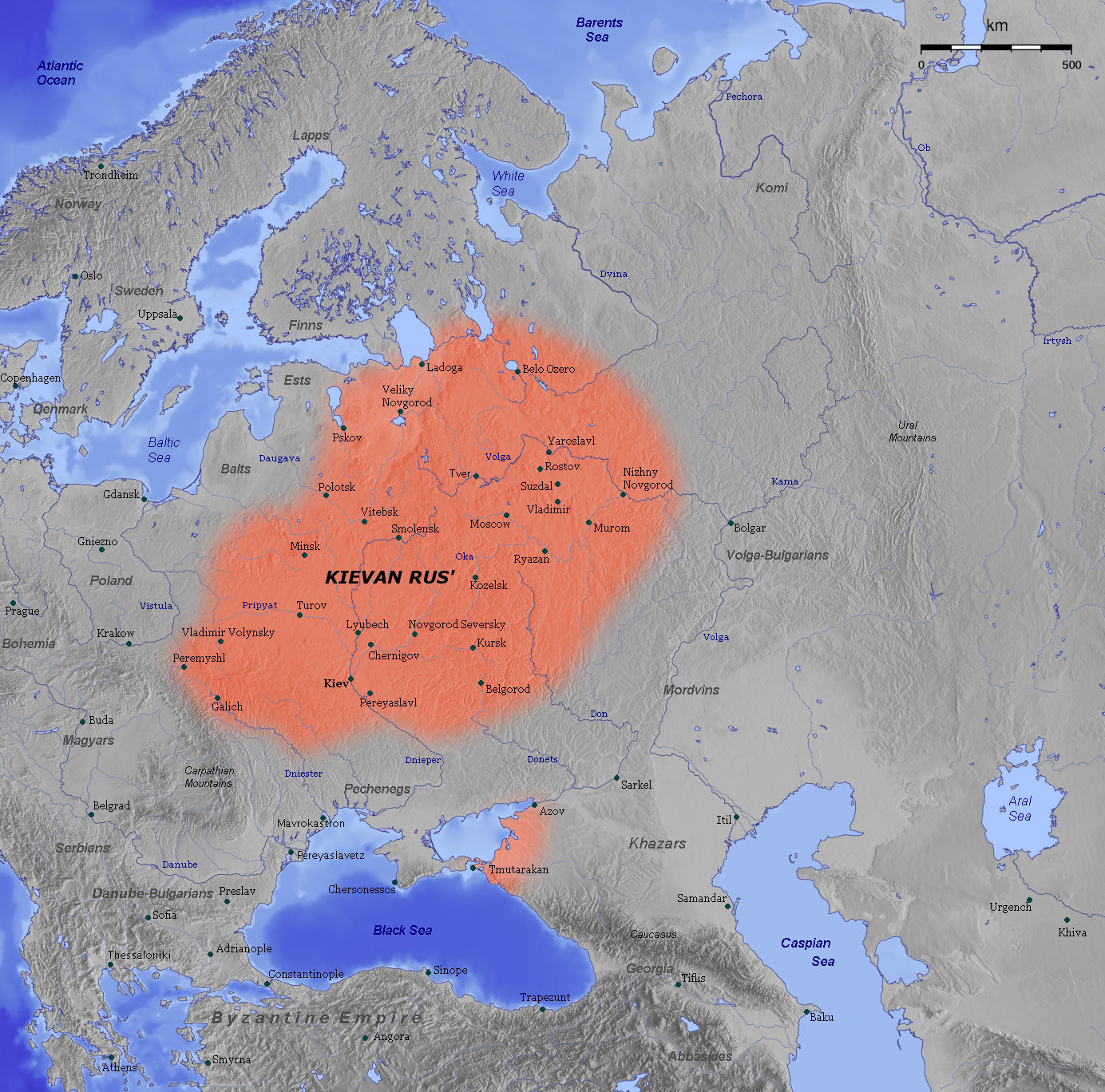

وایکینگ‌ها، مردان شمال اسکاندیناوی، در غرب اروپا و وارانجیان‌ها در شرق، در ترکیبی از دزدی دریایی و تجارت به بیشتر نواحی شمال اروپا کوچ می‌کردند. در اواسط قرن نهم، آن‌ها به ماجراجویی در آبراهه‌های شرق دریای بالتیک تا سیاه و دریای خزر پرداختند. ساکنان اسلاوی ساکن در این نقاط، وارانجیان‌ها را به عنوان محافظان خود اجیر نمودند. بر طبق تاریخ اولیه روسیه کییفی، یک شخص وارانجیانی به نام روریک که حاکم منتخب Konung یا Knyaz در نوگورود حدود سال ۸۶۰ بود پیش از جانشینان خود به سوی جنوب حرکت نمود و قلمرو خود را تا کییف گسترش داد که پیشتر تحت سیطره خزری‌ها قرار داشت؛ بنابراین، اولین حکومت اسلاوی شرقی، روسی کییفی، در امتداد دره رود دنیپر در قرن نهم پدید آمد. گروهی هماهنگ از حکومت‌های شاهزادگان با منافع مشترک در حفظ تجارت در طول مسیرهای این رودخانه در روسیه کییفی مسیر بازرگانی خز، موم، و بردگان را بین اسکاندیناوی و امپراتوری بیزانس در امتداد ولخف و دنیپر کنترل می‌کرد.
نام روسیه به همراه کلمات  Ruotsi  درفنلاندی و Rootsi در استونی که از سوی برخی از دانشمندان یافت شده به کلمه Roslagen نسبت داده می‌شود. مفهوم کلمه  Rus مورد بحث است، و دیگر مکاتب فکری آن را به ریشه‌های اسلاویک یا ایرانی ارتباط می‌دهند. (نگاه کنید به ریشه‌شناسی Rus و مشتقات آن)
تا پایان قرن دهم، اقلیت Old Norse در میان مردم اسلاوی به وجود آمده بود که همچنین در راستای حملات مکرر برای غارت تزارگراد یا قسطنطنیه، تحت تأثیرات زبان یونانی و مسیحی قرار می‌گرفت. یکی از چنین مبارزاتی در طول حیات دروژینا رهبر برجسته اسلاوی اسویاتوسلاو اول رخ داد که او به جهت سرکوب کردن قدرت خزری‌ها بر رود ولگا مشهور است. درحالی که ثروت‌های امپراتوری بیزانس در حال نزول بود، فرهنگ آن پیوسته تحت تأثیر توسعه روسیه در قرون سرنوشت ساز خود قرار داشت. درمیان دستاوردهای پابرجای روسی- کییفی، فرقه مذهبی اسلاوی ارتودوکس شرقی است که به شدت تحت تأثیر تجزیه فرهنگ‌های بیزانسی و اسلاوی قرار داشته و فرهنگ روسیه را برای هزاره بعدی تعریف نمود. براساس دستور رسمی تعمید از سوی ولادیمیر اول به اهالی کییف، این ناحیه در سال ۹۸۸ دین مسیحیت را پذیرفتند. چند سال بعد، اولین مجموعه قوانین Russkaya Pravda ارائه گردید. از همان ابتدا، حاکمان کییفی از الگوی بیزانسی تبعیت کردند و کلیسا را حتی در مورد درآمدهایش به خود وابسته نمودند به نحوی که کلیسا و حکومت روسیه همواره با هم ارتباط تنگاتنگ داشتند.
تأثیر بیزانس و حجیا صوفیا بر معماری روسی در کییف آشکار می‌باشد که در قرن ۱۱از سوی یاروسلاو خردمند ساخته شده‌است.
تا قرن یازدهم، خصوصاً در دوره حکومت یاروسلاو خردمند، روسیه- کییفی توانست به شکوفایی اقتصادی و دستاوردهای معماری و ادبیات برسد که نسبت به آنچه که در بخش‌های دیگر این سرزمین وجود داشته، برتری داشت. در قیاس با زبان‌های تحت نفوذ مسیحیت اروپایی، زبان روسی کمتر تحت نفوذ نوشته‌های نخستین مسیحیت در یونانی و لاتین قرار گرفت. این به آن خاطر بود که زبان اسلاونیک کلیسا به‌طور مستقیم به جای نیایش مذهبی استفاده می‌شد.
مردم بیابانگرد ترک Kpchacks در اواخر قرن ۱۱، به عنوان نیروی غالب جایگزین پچنگ‌ها شدند که در همسایگی روسیه در نواحی استپ جنوبی قرار داشتند، و یک حکومت بیابانگرد را در امتداد دریای سیاه دشت کیپچک پایه‌گذاری نمودند. طی حملات منظم خود، خصوصاً به ناحیه کییف، آن‌ها فقط در طول یک روز حمله برای بیرون راندن آن‌ها از ناحیه استپ، خسارات سنگینی را به نواحی جنوبی روسیه وارد ساختند. تاخت و تازهای بیابانگردان سبب سرازیر شدن جمعیت اسلاوها به سوی نواحی امنتر و جنگلی انبوه در شمال و علی‌الخصوص منطقه معروف Zalesye شد.
نهایتاً در اثر مبارزات مسلحانه بین اعضای خانواده سلطنتی که به اتفاق هم حکومت را در اختیار داشند، روسیه- کییفی به عنوان یک سرزمین متلاشی شد. سیطره کییف به نفع ولادیمیر-سوزدال در شمال- شرق، و نوگورود در شمال، و پادشاهی گالیسیا-وولینیا در غرب- جنوب رو به افول نهاد. ضربه نهایی در قرن سیزدهم فتوحات مغول‌ها و اردوی زرین بود. کییف ویران شد. Halych-Volhynia در نهایت جذب همسود لهستان و لیتوانی شد درحالی که نواحی ولادیمیر-سوزدال که تحت سیطره مغول‌ها قرار داشت و نیز جمهوری نوگورود مبنایی برای تأسیس کشور جدید روسیه گردید.

### حمله مغول
مغول‌های مهاجم به فروپاشی روسیه قدیم شتاب دادند. در سال ۱۲۲۳، سلاطین متفرق روسی با یک گروه مهاجم مغول در رود کالکا مواجه شدند و به‌طور کامل از آن‌ها شکست خوردند. در سال ۱۲۳۷، مغول‌ها شهر ولادیمیر را غارت کردند، آن‌ها روس‌ها را دردر کنار رود سیت به عقب راندند و سپس به سوی لهستان و مجارستان رهسپار شدند؛ و به این وسیله آن‌ها بیشتر قلمرو روس‌ها را فتح نمودند. تنها جمهوری نوگورود از این اشغال رهایی یافت و به شکوفایی خود در چرخه شبکه تجاری هانزا دست یافت.
تأثیر حمله مغول بر قلمروهای روسیه-کییف ناهنجار بود. فرهنگ این شهر پیشرفته تقریباً به‌طور کامل تخریب گردید. همچنان که شهرهای قدیمی تر همچون کییف و ولادیمیر هرگز از تخریب ناشی از حمله اولیه مغول‌ها بازسازی نشدند، شهرهای جدید مانند مسکو، توور و نیژنی نوگورود شروع به رقابت بر سر استیلا بر روسیه تحت سلطه مغول‌ها نمودند. اگرچه در سال ۱۳۸۰، یک ارتش روسی اردوی زرین را در کولیکوفو شکست دادند، اما تا حدود سال ۱۴۸۰، استیلای تاتار‌ها با گرفتن باج و خراج از سلاطین روسی ادامه یافت.

### روابط روسیه- تاتارها
پس از سقوط خزری‌ها در قرن دهم میلادی، ولگای میانه تحت سیطره سرزمین تجاری
ولگا بلغاریا قرار گرفت، که آخرین بازمانده بلغارستان بزرگ‌تر در مرکز ناحیه Phanagoria قرار داشته‌است. در قرن دهم جمعیت ترک ولگا بلغاریا به اسلام گرویدند، که این موجب تسهیل تجارت آن‌ها با خاورمیانه و آسیای مرکزی گردید. درآستانه حملات مغول دردهه۱۲۳۰، ولگا بلغاریا از سوی ارتش طلائی تسخیر شد و جمعیت آن در جمهوری‌های جدید چوواش و تاتارغازان منتشر شدند.
مغول‌ها روسیه و ولگا بلغاریا را از پایتخت غربی خود سارای که یکی از بزرگ‌ترین شهرهای دنیای قرون وسطا بود، تحت کنترل داشتند. سلاطین شرق و جنوب روسیه، به مغول‌های ارتش طلائی که عموماً تاتار نامیده می‌شدند، باج می‌دادند؛ درعوض این به آن‌ها این امتیاز را می‌داد که به عنوان نماینده مغول‌ها تحت عنوان خوانین حکومت کنند. کلاً، حاکمان آزادی قابل توجهی داشتند تا مطابق میل خود حکم نمایند، درحالی که کلیسای ارتودوکس روسیه حتی (مراسم) احیای معنوی خود را تحت نظارت سلطان تزارالکسیس (حاکم) پایتخت و سرژیوس از رادونژ برگزار می‌کرد.
برای کلیسای ارتودوکس و بیشتر سلاطین روسی، جنگجویان صلیبی متعصب، به نظر می‌رسید تهدید بزرگ‌تری برای روال زندگی روس‌ها باشد تا برای مغول‌ها. دراواسط قرن سیزدهم، حاکم منتخب نوگورود، الکساندر نوسکی در نتیجه فتوحات بزرگ خود علیه سرداران تیوتونی و سوئدی‌ها به مقام قهرمانی دست یافت. الکساندر حمایت و مساعدت مغول‌ها را در مبارزه با مهاجمان غربی به دست آورد، که امیدوار بودند طی حملات مغول‌ها از فروپاشی روسی سود ببرند، و می‌کوشیدند تا این قلمرو را به چنگ آورده و روسیه را به کیش کاتولیک رمی متمایل سازند.
مغول‌ها به عنوان تاکتیک‌های نظامی و (مسائل) جا به جایی نفوذ خود را بر این نواحی از روسیه محدود کردند. روسیه مسکویت تحت اشغال مغول‌ها، شبکه پست جاده‌ای، آمار، نظام مالی، و سازمان نظامی خود را نیز توسعه دادند. نفوذ (مغول‌ها) را دربخش شرقی روسیه تا قرن هفدهم به قوت خود باقی ماند، زمانی که حکام روسی تلاش محسوسی را برای غربی کردن کشور خود انجام می‌دادند.

### پیدایش مسکو
دانیل الکساندروویچ، کوچک‌ترین پسر الکساندر نوسکی، که حکومت در مسکو را پایه‌گذاری نمود (که طبق رسم غربی Muscovy نامیده می‌شود)، در نهایت از سوی تاتارها از روسیه تبعید گردید. به دلیل جایگاه مناسب این شهر در کنار سیستم مرکزی رودخانه روسیه و احاطه شدن توسط جنگل‌ها و تالاب‌های محافظت شده، در ابتدا تنها تیول ولادیمیر بود اما به زودی موقعیت مرکزی خود را پیدا کرد. عامل اصلی ارتقاء مسکو، همکاری حکام آن با مافوقهای مغولی خود بود، که به آن‌ها عنوان سلطان بزرگ اعطا می‌گردید و به عنوان نمایندگان مغول‌ها به جمع‌آوری باج و خراج از قلمروهای تحت نفوذ روسیه می‌پرداختند. موقعیت اجتماعی این قلمرو زمانی بیشتر تقویت گردید که آن تبدیل به مرکز کلیسای ارتودوکس شد. رئیس آن مرکز، در سال ۱۲۹۹ از کییف به ولادیمیر گریخت، و چند سال بعد مراکز دائمی کلیسا را در مسکو تأسیس نمود.
تا اواسط قرن ۱۴، قدرت مغول‌ها رو به تنزل نهاد، و سلاطین بزرگ (روسی) احساس کردند می‌توانند علناً مخالفت خود را نسبت به سیطره (یوغ) مغول‌ها نشان دهند. در سال ۱۳۸۰، کولیکوفو در کنار رود دن، خان مغول را شکست داد، و اگرچه این پیروزی حاصل از یک مبارزه سخت به حکومت تاتارها در روسیه پایان نداد، اما اعتبار و وجهه بزرگی برای سلطان بزرگ به همراه داشت. پایه قدرت روسیه هم‌اکنون محکم شده بود، و تا اواسط قرن چهاردهم، قلمرو آن تا حدود زیادی در اثر خرید و فروش (تجارت)، جنگ، و ازدواج گسترش یافت.

### ایوان سوم، کبیر
در قرن ۱۵، سلاطین بزرگ روسیه در سرزمین‌های آن گردآمدند تا جمعیت و ثروت تحت نفوذ خود را افزایش دهند. موفقترین عامل این فرایند، ایوان سوم، ملقب به کبیر ۱۴۶۲- ۱۵۰۵ بود که وی کشور ملی روسیه را پایه‌گذاری نمود. هنگامی که او به سلطنت رسید، کشورش از ایالت آمریکایی ویرجینیای غربی امروز کوچک‌تر بود. ایوان با رقیب قدرتمند خود دوک بزرگ لیتوانی رقابت کرد، تا کنترل برخی از نواحی نیمه مستقل قلمرو علیا و حوزه‌های آبگیر رود دنیپر و رود اوکا را به دست آورد. از طریق نقض پیمان‌های برخی از سلاطین، کشمکش‌های مرزی، و جنگ طولانی با جمهوری نوگورود، ایوان توانست نوگورود و تیور را به همدیگر الحاق نماید. در نتیجه در دوران حکومت وی، وسعت مسکو سه برابر شد. طی درگیری وی با پسکف، راهبی به نام Filofei به ایوان سوم نامه‌ای نوشت، و در آن پیش‌بینی نمود که قلمرو بعدی وی  Third Rome  خواهد بود.
ایوان به عنوان (حاکم) معاصر با تئودور و دیگر سلاطین جدید دیگر در غرب اروپا، اقتدار خود را نسبت به تمامی سلاطین و بزرگان روسیه اعلام نمود، و با خودداری از پرداخت باج به تاتارها، او با دست زدن به حملات مکرر راه را برای شکست کامل مغولان اردوی زرین رو به زوال هموار ساخت، که هم اینک به خان‌ها و ارتش‌های متعددی تقسیم شده بودند. ایوان و جانشینان وی در پی حفاظت از مرزهای جنوبی تحت سیطره خود دربرابر حملات تاتارهای کریمه و لشکرهای دیگر بودند. جهت دستیابی به این هدف، آن‌ها احداث ساختاری از یک سد بزرگ کمربندی را بر عهده گرفتند و آن را به اربابان و بزرگان اعطا نمودند که خود را متعهد به خدمت به نظام (لشکر دولتی) می‌دانستند. این سیستم اربابی مبنایی برای تشکیل ارتش سواره نظام گردید.
به این طریق، انسجام داخلی با گسترش خارجی سرزمین (روسیه) همراه شد. تا قرن شانزدهم، حکام روسی کل سرزمین روسیه را یک دارایی اشتراکی برای خود محسوب می‌نمودند. شماری از سلاطین نیمه مستقل هنوز نسبت به برخی از سرزمین‌های خاص داعیه (مالکیت) داشتند، اما ایوان سوم این حکام فرعی را وادار نمود تا حکومت سلطان بزرگ روسیه را به رسمیت شناسند و فرزندان او را به عنوان حاکمان بی چون و چرا برای کنترل امور نظامی، قانونی و خارجی بدانند. تدریجاً، سلطان شهر مسکو به یک حاکم قدرتمند و خودکامه به نام تزار تبدیل شد. اولین حاکم مسکو تحت عنوان تزار ، ایوان چهارم بود.

### ایوان چهارم (ملقب به) ایوان مخوف

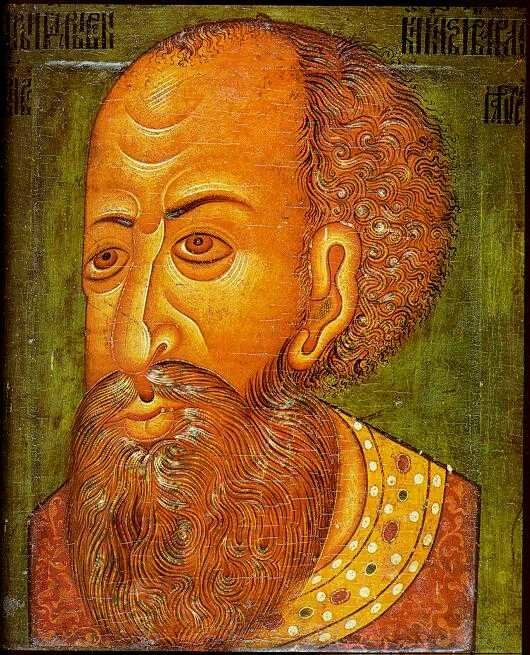
تصویر ایوان مخوف

توسعه قدرت‌های خودکامه استبدادی درطی دوره زمامداری ایوان چهارم، ۱۵۴۷-۱۵۸۴ به اوج خود رسید، وی که به نام «Ivan Grozny» به معنای ایوان جدی یا ایوان مخوف معروف بود، وی جایگاه سلطنت را تا درجه بی‌سابقه‌ای تقویت نمود، چراکه او به‌طور بیرحمانه‌ای نجیب‌زادگان را به انقیاد کشید و با جزئی‌ترین انگیزه‌ها، آن‌ها را تبعید یا اعدام می‌نمود. با این وجود، ایوان یک دولتمرد آینده نگر بود که دستورالعمل‌های قانونی جدیدی را رواج داد، و اصول اخلاقی (خاصی) روحانیون کلیسا را اصلاح نمود، و روابط سیاسی و تجاری با کشورهای پایین دستی و انگلستان برقرار نمود.
اگرچه نبرد لیونیا ی او برای کنترل سواحل بالتیک در نهایت به شکستی گزاف منجر شد، اما ایوان توانست خان نشینان کازان، آستراخان، و سیبری را با همدیگر یکپارچه سازد. از طریق این فتوحات، جمعیت قابل توجهی از تاتارهای مسلمان به وجود آمدند و این سرزمین تبدیل به یک کشور چند نژادی و چند مذهبی شد. همچنین، در حدود همین دوره بود که خانواده تجاری استروگانف شرکتی را تأسیس نمود که مقر آن در نواحی اورال قرار داشت، و کازاکهایی را اجیر نمود تا منطقه سیبری را استعمار نمایند.

### دوره گرفتاری‌ها
مرگ پسر بدون فرزند ایوان فئودور اول در پی جنگ‌های داخلی و مداخله بیگانگان، به عنوان دوره گرفتاریها (۱۳–۱۶۰۶) شناخته شده‌است. خودکامگی موجب تداوم دوره گرفتاریها و حکومت تزارهای ضعیف یا فاسد به دلیل تقویت دیوان سالاری در حکومت مرکزی گردید. بدون توجه به مشروعیت حکومت یا به دلیل دودستگی در کنترل (تخت) حکومت، مأموران دولتی به کارخود ادامه دادند. مشاجرات پیرامون جانشینی (حکومت) در دوره گرفتاریها  سبب از دست رفتن بیشتر حوزه قلمرو روسیه در نواحی همسود لهستانی-لیتوانی و سوئد درطی درگیری‌هایی همچون دیمیتریادز و جنگ اینگری گردید.

### رومانف‌ها

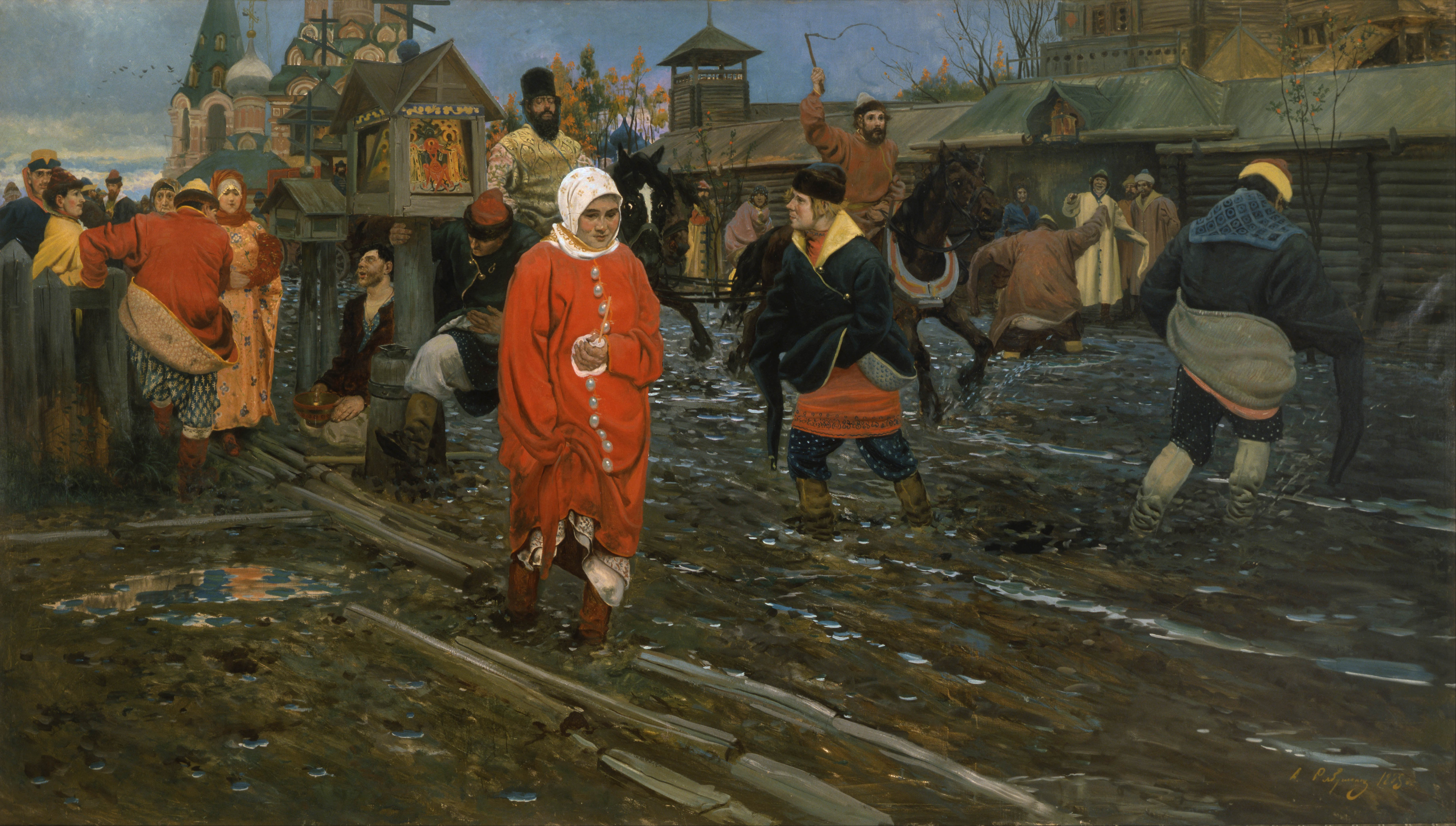
نقاشی از خیابان هالیدی مسکو توسط آندره رایبوشکین

دوره گرفتاری‌ها در سال ۱۶۱۲ به سر رسید، زمانی که یک ارتش داوطلب وطن‌دوست، لهستانی‌ها را از کاخ کرملین روسیه و Zemsky Sobor اخراج نمودند که مرکب از نمایندگان ۵۰ شهر و حتی برخی از رعایا بودند تا میخائیل رومانف پسر جوان پدر روحانی فیلارت را برای حکومت انتخاب نمایند. سلسله رومانف تا سال ۱۹۱۷ بر روسیه حکومت نمودند.
وظیفه فوری سلسله جدید حفظ آرامش و صلح بود. بخت با روسیه یار بود، چراکه دشمنان اصلی آن یعنی همسود لهستان-لیتوانی و سوئد گرفتار درگیری تلخی با یکدیگر بودند، که این فرصت را برای مسکو فراهم ساخت تا در سال ۱۶۱۷ با سوئد پیمان صلح منعقد سازد و در سال ۱۶۱۹ با همسود لهستان-لیتوانی پیمان آتش‌بس امضا نماید. بازیابی سرزمین‌های از دست رفته از اواسط قرن ۱۷ آغاز شد، زمانی که قیام خملنیتسکی از قزاقان اوکراینی با هدف جنگ لهستان- روسیه برپاشد. پیمان (حاصله) آندروسوفو در سال (۱۶۶۷) دستاوردهای عمده‌ای را به دنبال داشت، از جمله اسمولنسک، کییف و بخش شرقی اوکراین.
علاوه بر خطری که بیشتر در جنگ داخلی متوجه املاک می‌شود، نجیب‌زادگان و اشراف بزرگ با حکام اولیه رومانف همکاری می‌نمودند تا بتوانند به امر تمرکز دیوانسالارانه خاتمه دهند. از اینرو، اصولاً دولت در امور نظامی نیازمند خدمت از سوی دو گروه بزرگان قدیم و جدید بود. درعوض تزارها به اشراف اجازه می‌دادند تا به امر به خدمت‌گیری رعایا بپردازند.
در قرن پیشین، حکومت حقوق رعایا را به جابجایی از نزد یک ارباب (ملاک) به ارباب (ملاک) دیگری محدود ساخت. به این ترتیب هم‌اکنون حکومت رعایای فراری را طبق قانون ارباب و رعیت به‌طور کامل به آواره شدن محکوم می‌کرد. اربابان زمین اختیار تام داشتند تا رعایا را بدون دادن زمین به آن‌ها اخراج نموده یا به ملاکان دیگر انتقال دهند. بار طاقت فرسای دادن مالیات هردو گروه حکومت و بزرگان بر دوش رعایای بود که میزان پرداخت آن ۱۰۰برابر از نرخ مالیات دراواسط قرن ۱۷ که یک قرن پیش از آن بوده، بیشتر بود. علاوه براین، ارزیابی مالیات تجار و صنعتگران طبقه متوسط همچون رعایا بود، و جابجائی محل اقامت برای آن‌ها ممنوع شده بود. کلیه قشرها مردم مجبور بودند تا عوارض نظامی و مالیات خاص دیگری را بپردازند.
تحت چنین شرایطی، آشوب‌های رعیتی فراگیر شد و حتی شهروندان مسکو علیه رومانف‌ها در طی شورش مس، شورش نمک، قیام ۱۶۸۲ در مسکو به پا خواستند. تا این زمان بزرگ‌ترین قیام رعیتی در قاره اروپا در قرن هفدهم در سال ۱۶۶۷ درگرفت. قزاقها به عنوان ساکنان آزاد جنوب روسیه نسبت به تمرکز فزاینده حکومت واکنش نشان دادند، و رعایا نیز با گریختن از نزد اربابان خود به شورشیان ملحق شدند. رهبر قزاقها، استنکا رازین، هواداران خود را از رود ولگا گذراند، و رعایا را به قیام تحریک نمود، و حکومت قزاقها را جایگزین دولتهای محلی نمود. بالاخره ارتش تزاری نیروهای وی را در سال ۱۶۷۰سرکوب نمود، و یکسال بعد او دستگیر و گردن زده شد. اما در کمتر از نیم قرن بعد، نهایتاً آشوب‌های گروه‌های نظامی در غائله آستراخان نیز فرونشانده شدند.

### امپراتوری روسیه
موضوع اصلی: امپراتوری روسیه 

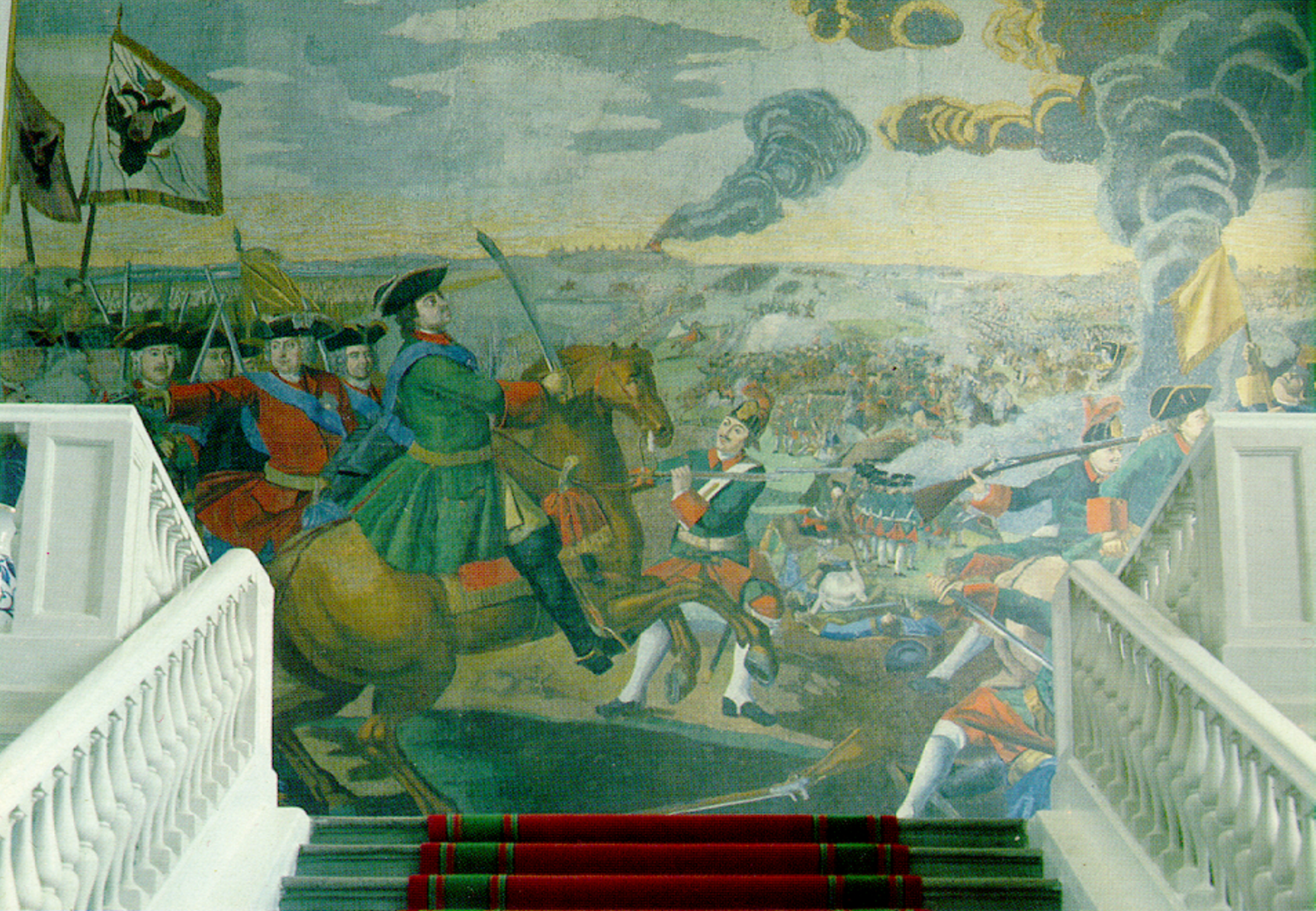
پتر بزرگ در حال رهبری ارتش روس به سوی جنگ پولتاوا.

ایوان چهارم سرزمین‌های تاتاری کازان (۸۴–۱۵۳۳) و آستراخان (۱۵۶۶) را فتح نمود، و کنترل رود ولگا تا دریای خزر را به دست آورد. علاوه براین، از دهه ۱۵۸۰، روس‌ها را به دلیل تجارت خز عمیقاً از طریق ناحیه اورال به سوی صربستان کشاند. پتر کبیر برای دستیابی به دریچه‌ای به سوی غرب متمرکز شد، و در سال ۱۷۲۱ ناحیه بالتیک را از سوئد غصب نمود. کاترین کبیر خان‌نشین تاتار کریمه را به بخش‌های به دست آمده از همسود لهستان- لیتوانی الحاق کرد. نیروهای روسی در (۵۴–۱۸۱۶) کازاکها را مطیع خود ساختند، و کنترل روسیه را بر قفقاز کامل نمودند و خان نشین‌های آسیای مرکزی (۷۶–۱۸۶۵) را به آن الصاق کردند. چین حوزه آبگیر رود آمور و بخش‌هایی از سواحل اقیانوس آرام (در مکانی که ولادیووستوک در سال ۱۸۶۰در آن بنا نهاده شد) و نیز اجاره Lüshunkou را در سال ۱۸۹۸ به روسیه واگذار نمود.

### پتر کبیر
پتر اول کبیر (۱۷۲۵–۱۶۷۲)، خودگردانی را در روسیه انسجام بخشید و نقش عمده‌ای را در وارد نمودن روسیه به سیستم حکومتی اروپایی ایفاء نمود. در اثر اقدامات متعادل در حکومت مسکو در قرن ۱۴، تا زمان پتر روسیه به بزرگ‌ترین کشور جهان تبدیل شده بود. با وسعتی حدود سه برابر قاره اروپا، این کشور از سرزمین‌های انبوه بالتیک تا اقیانوس آرام امتداد می‌یافت. با استقرار در اولین مقر روسیه در اقیانوس آرام در اواسط قرن ۱۷، تسخیر مجدد کییف، و آرام‌سازی قبایل سیبری، بیشترین میزان توسعه روسیه در قرن هفدهم واقع شد. اما این سرزمین وسیع تنها ۱۴ میلیون نفر جمعیت داشت. زمین‌های کشت غلات که در پشت زمین‌های کشاورزی در غرب امتداد داشتند، تقریباً همه مردم را وادار به کشاورزی در آن‌ها نمود. تنها کسر اندکی از این جمعیت در این شهرها زندگی می‌نمودند.
پتر عمیقاً تحت تأثیر فناوری، تولید تسلیحات و سیاستگذاری‌های پیشرفته غرب قرار گرفته بود. او به مطالعه تاکتیک‌ها و استحکامات غربی پرداخت، و ارتشی به استعداد ۳۰۰۰۰۰نفر براساس اهداف خود تشکیل داد که به صورت مادام العمر آن‌ها را به خدمت فراخواند. او در سال ۹۸–۱۶۹۷ اولین حاکم روسی بود که تاکنون از غرب دیدار نموده بود که درآنجا او و ملازمینش عمیقاً تحت تأثیر قرار گرفتند. در جشن بزرگداشت فتوحاتش، او علاوه بر تزار خود را امپراتور خواند و روسیه مسکوی در سال ۱۷۲۱ رسماً به امپراتوری روسیه تبدیل شد.
اولین اقدامات نظامی پتر به‌طور مستقیم علیه ترکان عثمانی صورت گرفت. سپس توجهش به سوی شمال معطوف گردید. پتر هنوز بندر دریایی ایمنی در شمال نداشت به استثنای آرچنگل در دریای سفید که اسکله در آن به مدت ۹ ماه از سال منجمد بود. (راه) دستیابی به بالتیک ازسوی سوئد مسدود شده بود که از سه طرف این ناحیه را در برمی گرفت. اشتیاق پتر به پنجره‌ای به سوی دریا  وی را در سال ۱۶۹۹ برآن داشت تا اتحادی پنهانی با همسود لهستان-لیتوانی و دانمارک علیه سوئد برقرار نماید، که منجر به جنگ بزرگ شمال شد. در سال ۱۷۲۱ جنگ پایان یافت، زمانی که سوئد خسته از جنگ مجبور به صلح با روسیه شد. پتر به چهار ایالت در جنوب و شرق خلیج فنلاند دست یافت، و به این وسیله او به آرزوی دلخواه خود در این دریا رسید. در آنجا او پایتخت جدید روسیه سن پترزبورگ را بنا کرد، تا به عنوان پنجره‌ای باز به سوی اروپا جایگزین روسیه، مرکز قدیمی فرهنگی روسیه شود.
پتر حکومت را مجدداً با آخرین الگوهای غربی سازماندهی نمود، و روسیه را به شکل حکومت مطلقه درآورد. او مجلس دوما ی سابق اشراف (شورای اعیان) را جهت ایجاد شورای عالی کشوری، با نه عضو سنا جایگزین نمود. نواحی حومه نیز به ایالتها و بخش‌های جدید تقسیم شدند. پیتر به مجلس سنا گفت که مأموریتشان جمع‌آوری عواید مالیات می‌باشد. درعوض در دوره زمامداری او عواید مالیاتی سه برابر شد. به عنوان بخشی از اصلاحات وی، کلیسای ارتودوکس تاحدودی با ساختار اداری کشور همراه شد و عملاً به عنوان یک ابزار حکومتی درآمد. پتر مقام سراسقفی را منسوخ نمود و به جای آن یک مرجع اشتراکی تحت عنوان شورای کلیسا قرارداد که ریاست آن بر عهده یک مقام عادی دولتی بود. پتر کلیه آثار حکومت‌های خودگردان محلی را از بین برد، و بر لزوم تداوم و تشدید ارائه خدمات دولتی برای تمامی اعیان به جانشینان خود تأکید نمود.
پتر در سال ۱۷۲۵ درگذشت، درحالی که جانشینی نامشخص و یک قلمرو تهی از خود برجای گذارد. زمامداری او پرسشهایی را دربارهٔ اکراه روسیه درقبال رابطه با غرب، و تناسب اصلاحات یادشده مطرح نمود، و نیز مشکلات اساسی دیگری که پیش روی بسیاری از حاکمان جانشین وی قرار گرفته‌است. با این وجود، او مبانی ایجاد یک کشور نوین را در روسیه پایه‌گذاری نموده بود.

### حکومت امپراتوری (۱۸۲۵–۱۷۲۵)
تقریباً ۴۰سال باید می‌گذشت پیش از آنکه یک حاکم نسبتاً جاه طلب و بیرحم بر تخت حکومت روسیه ظاهر شود. کاترین دوم کبیر، اولین شاهزاده ژرمنی بود که از نسل ژرمن‌ها با یک پادشاه روسی ازدواج نموده بود. کاترین که او را فردی سبک‌مغز بی‌کفایت می‌دانست، به‌طوری ماهرانه اجازه داد تا وی به قتل برسد. اعلام شد که او از سکته مغزی مرده‌است، بنابراین وی در سال ۱۷۶۲ به حکومت رسید.
کاترین به قیام اعیان روسی که پس از مرگ پتر کبیر آغاز شده بود، کمک نمود. کاترین خدمت نظامی را برای اشراف ممنوع کرد، و با واگذار کردن امور حکومتی در ایالات، آن‌ها را بیشتر شادمان ساخت.
کاترین نظارتهای سیاسی روسیه را بر همسود لهستان-لیتوانی گسترش داد و اقداماتی را انجام داد از جمله حمایت از فدراسیون تارگویکا، اگرچه هزینه اقدامات وی، و در راس آن‌ها نظام اجتماعی ظالمانه‌ای بود که رعایای ملاکان را ملزم می‌نمود تقریباً تمام وقت خود را برای کار بر روی املاک اربابان خود سپری نمایند، سبب قیام عمده رعایا در سال ۱۷۷۳ شد، پس از آنکه وی فروش رعایا را مجزا از زمین قانونی نمود. شورشیان با الهام از یک فرد قزاق دیگر به نام پوگاچف که قاطعانه فریاد زده بود اربابان را دار بزنید! پیش از آنکه به شکلی بیرحمانه سرکوب شوند، تهدید کرده بودند که مسکو را تصرف خواهند نمود. کاترین دستور داد تا پوگاچف را اعدام نموده و بدنش را در میدان سرخ شقه کردند، اما تفکر انقلاب با تعقیب او و جانشینانش تداوم یافت.
به هنگام سرکوب رعایای روسی، کاترین به شکلی موفقیت‌آمیز جنگی را علیه امپراتوری روبه زوال عثمانی به راه انداخت مرزهای جنوبی روسیه را تا دریای سیاه گسترش داد. سپس با اتحاد با حکام اتریش و پروس، طی دوره تجزیه لهستان، او با سرزمین‌های اوکراین و بلاروس در همسود لهستان–لیتوانی همکاری نمود، که با این عمل سرزمین روسیه از سمت غرب تا مرکز اروپا پیش می‌رفت. تا زمان مرگش در سال ۱۷۹۶، سیاست توسعه طلبی وی، روسیه را به قدرت اصلی اروپا مبدل ساخته بود. این امر توسط الکساندر اول با غصب فنلاند از پادشاهی ضعیف شده سوئد در سال ۱۸۰۹ وبیسارابیا از عثمانی‌ها در سال ۱۸۱۲ ادامه یافت.
ناپلئون گام اشتباهی را برداشت زمانی که پس از گفتگو با تزار الکساندر اول، حمله به قلمرو تزاری را در سال ۱۸۱۲ ترتیب داد. این مبارزه یک فاجعه بود. با وجود آن که ارتش عظیم ناپلئون به سوی روسیه عزیمت نمود، اما راهبرد زمین سوخته روس‌ها نگذاشت تا مهاجمان از این کشور جان سالم به در برند. در هوای به شدت سرد روسیه، هزاران نفر از سربازان فرانسوی توسط مبارزان چریک روستایی غافلگیر و کشته شدند. زمانی که نیروهای فرانسوی عقب‌نشینی کردند، روس‌ها آن‌ها را تا مرکز و غرب اروپا و دروازه‌های شهر پاریس تعقیب نمودند. پس از آنکه نیروهای روسی و متحدینشان فرانسه را شکست دادند، الکساندر به عنوان منجی اروپا  شناخته شد و بر ترسیم دوباره نقشه اروپا در سال ۱۸۱۵ در کنگره وین نظارت نمود، که وی را پادشاه کنگره لهستان می‌ساخت.
اگرچه امپراتوری روسیه در قرن بعدی نقش برجسته سیاسی را ایفا نمود، و با شکست نیروهای فرانسه استحکام یافته بود، اما حفظ نظام رعیت داری جلوی پیشرفت اقتصادی را تا میزان قابل توجهی می‌گرفت. همچنان که رشد اقتصادی اروپای غربی در انقلاب صنعتی که در نیمه دوم قرن ۱۸ آغاز شده بود، شتاب می‌گرفت، روسیه با پدید آمدن مشکلات جدید برای امپراتوری به عنوان یک قدرت بزرگ، حتی از آن‌ها هم بیشتر عقب مانده بود.

### روسیه امپراتوری از زمان شورش دسامبریست به بعد (۱۹۱۷–۱۸۲۵)
موقعیت اجتماعی روسیه به عنوان قدرتی بزرگ در اثر ناکارآمدی حکومت، انزوای مردم، و عقب ماندگی اقتصادی آن در هاله‌ای از ابهام قرار داشت. در پی شکست ناپلئون، الکساندر اول آماده شده بود تا راجع به اصلاحات در قانون اساسی بحث کند، اما با وجود آنکه شماری از این اصلاحات ارائه شد، اما تلاشی برای انجام تغییرات تمام عیار در آن انجام نگرفت. این تزار بالنسبه آزادیخواه با برادر جوان‌ترش نیکلای یکم جایگزین شد، که در آغاز زمامداری خود با یک قیام مواجه شد. پیشینه این شورش در جنگ‌های ناپلئونی نهفته بود زمانی که شماری از افسران کارآزموده روسی در راستای مبارزات نظامی به اروپا سفر می‌کردند که درآنجا در مواجهه با لیبرالیسم اروپای غربی، درطی بازگشت آن‌ها به دنبال تغییر روسیه با حکومت خودکامه بودند. این امر موجب بروز شورش دسامبریست در (دسامبر۱۸۲۵) شد، که هدف این تشکیلات کوچک اشراف آزادیخواه و افسران نظامی این بود که می‌خواستند برادر نیکلای را به عنوان پادشاه مشروطه در روسیه نصب کنند. این شورش به سادگی سرکوب شد، و سبب شد که نیکلای از برنامه غربی‌سازی پتر کبیر و قهرمان با این اصل فاصله بگیرد. خودگردانی درستی، و احترام به مردم 
پس از آنکه در سال ۱۸۰۲، لشکرهای روسی گرجستان متحد را تصرف نمودند، با کشور ایران بر سر کنترل آذربایجان درگیر شدند و مشغول جنگ قفقاز با ساکنان کوهستان شدند که به مدت بیش از نیم قرن به آن‌ها تحمیل شد. تزارهای روسی همچنین مجبور شدند به ناآرامی ایجاد شده در نواحی تازه تسخیر شده از همسود لهستان–لیتوانی بپردازند که مردم آن نقاط به دلیل نارضایتی از عدم استقلال خود، دو شورش مسلحانه را برپا نموده بودند. در نتیجه سیاست‌های ابتدایی میانه‌روی روسیه موجب خودکامگی فزاینده‌ای در آنجا شده بود.

### اختلافات ایدئولوژیک و واکنش

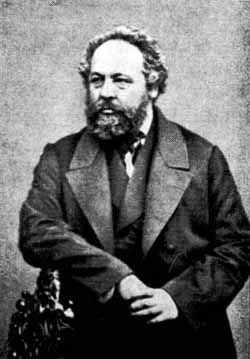
میخائیل باکونین

تلافی جویی خشونت‌باری که در برابر شورش چهاردهم دسامبر صورت گرفت، این روز را درخاطره نهضتهای انقلابی پس از آن برای مدتی طولانی حفظ نمود. به منظور سرکوب بیشتر این شورش‌ها، مدارس و دانشگاه‌ها تحت نظارت مستمر قرار گرفتند و مطالب (خاص) رسمی درسی برای دانشجویان تدوین گردید. پلیس‌های مخفی در تمام نقاط مستقر شدند. نیروهای به اصطلاح انقلابی به سیبری تبعید شدند و در زمان حکومت نیکلای اول، صدها هزار نفر از این افراد به ناحیه کاتورگا در سیبری اعزام شدند.
در این جایگاه میخائیل باکونین به عنوان پدر هرج و مرج شناخته می‌شد. او در سال ۱۸۴۲، روسیه را به مقصد اروپای غربی ترک نمود، که در آنجا او در جنبشی سوسیالیستی فعال گردید. پس از شرکت در قیام (ماه) می‌شهر درسدن (آلمان) در سال ۱۸۴۹، به زندان افتاد و به سیبری منتقل شد، و سرانجام از آنجا فرار کرد و رهسپار اروپا شد. با وجود اختلافات عمده ایدئولوژیکی و تاکتیکی، او عملاً به نیروهای کارل مارکس پیوست. نظریات مختلف اجتماعی از سوی افراد روسی افراطی (رادیکال) همچون الکساندر هرتسن و پطر کروپوتکین مطرح می‌گردید.
پرسش راجع به جهت‌گیری روسیه، نیروی محرکه خود را از زمانی که برنامه غربی‌سازی پتر کبیر مطرح شد، به دست آورده بود. برخی از این تقلیدهای اروپایی خوشایند بودند درحالی که برخی دیگر در غرب هم مردود شناخته شده بودند و آن‌ها می‌خواستند به سنتهای قدیمی در گذشته بازگردند. طرفداران نژاد اسلاو، با رویه اخیر سرستیز و جنگ داشتند و (عادات) روبه زوال غربی را تحقیر می‌نمودند. طرفداران اسلاوها مخالف با دیوانسالاری بودند، و اشتراک گرایی قرون وسطائی روسی را در آرامش یا اوبشچینا را بر فردگرایی غرب ترجیح می‌دادند.

### الکساندر دوم
نیکولاس تزار در حالی درگذشت که فلسفه (تفکر) وی مورد بحث بود. یک سال قبل، روسیه در جنگ کریمه شرکت نمود که این زدو خورد درابتدا در کریمه درگرفته بود. چون روسیه نقش مهمی را در شکست ناپلئون ایفا نموده بود، به عنوان یک کشور شکست ناپذیر از لحاظ نظامی فرض می‌شد، اما زمانی که به جنگ باائتلاف نیروهای توانمند اروپایی پرداخت، ورق برگشت و متحمل خسارات فراوانی در عرصه‌های خشکی و دریایی شد که زوال و ضعف رژیم تزار نیکولاس را نشان می‌داد.

### الکساندر سوم
تزار روسیه از ۱۳ مارس ۱۸۸۱ تا هنگام مرگش در ۱۸۹۴ بود. وی سیاست یهودستیزانه‌ای داشت و انجام برخی مشاغل را برای یهودیان محدود کرد. وی همچنین ضداصلاحات بود.

## نهیلیسم
دردهه ۱۸۶۰، جنبشی تحت عنوان نهیلیسم در روسیه گسترش یافت. مدت زمانی بود که بسیاری از آزادیخواهان روسی به دلیل بحث‌های پوچ خود با روشنفکران ناخشنود بودند. نهیلیست‌ها تمامی ملاک‌های قدیمی را زیر سؤال بردند، و با استقلال فردی مبارزه نموده، و دستگاه حکومت روسیه را شگفتزده ساختند.
نهیلیست‌ها درابتدا تلاش نمودند تا اشرافی‌گرائی را به عاملی برای اصلاحات تبدیل نمایند. زمانی که در آن نقطه ناکام ماندند، به طبقه رعایا رونمودند. مبارزه آن‌ها در حرکت به سوی مردم تحت عنوان نهضت ناردونیک شناخته می‌شود.
در حالی که نهضت ناردونیک در حال شتابگیری بود، دولت روسیه به سوی ریشه کنی آن حرکت می‌نمود. در پاسخ به واکنش فزاینده دولت، شاخه رادیکال ناردونیک‌ها، از تروریسم حمایت کرده و آن را پیاده می‌ساخت. مسئولین برجسته (دولتی) یکی پس از دیگری یا مورد سوء قصد قرار گرفته یا طی بمب‌گذاری کشته می‌شدند. نهایتاً پس از تلاش‌های مکرر، الکساندر دوم در سال ۱۸۸۱ ترور شد، و این در اوایل روزهایی بود که او پیشنهادی را مبنی برایجاد یک مجمع از نمایندگانی را می‌پذیرفت که به طراحی اصلاحاتی جدید علاوه بر لغو قانون رعیت‌داری می‌پرداختند تا چاره‌ای برای تقاضاهای انقلابی بیابند.

### استبداد و واکنش نسبت به حکومت الکساندر سوم

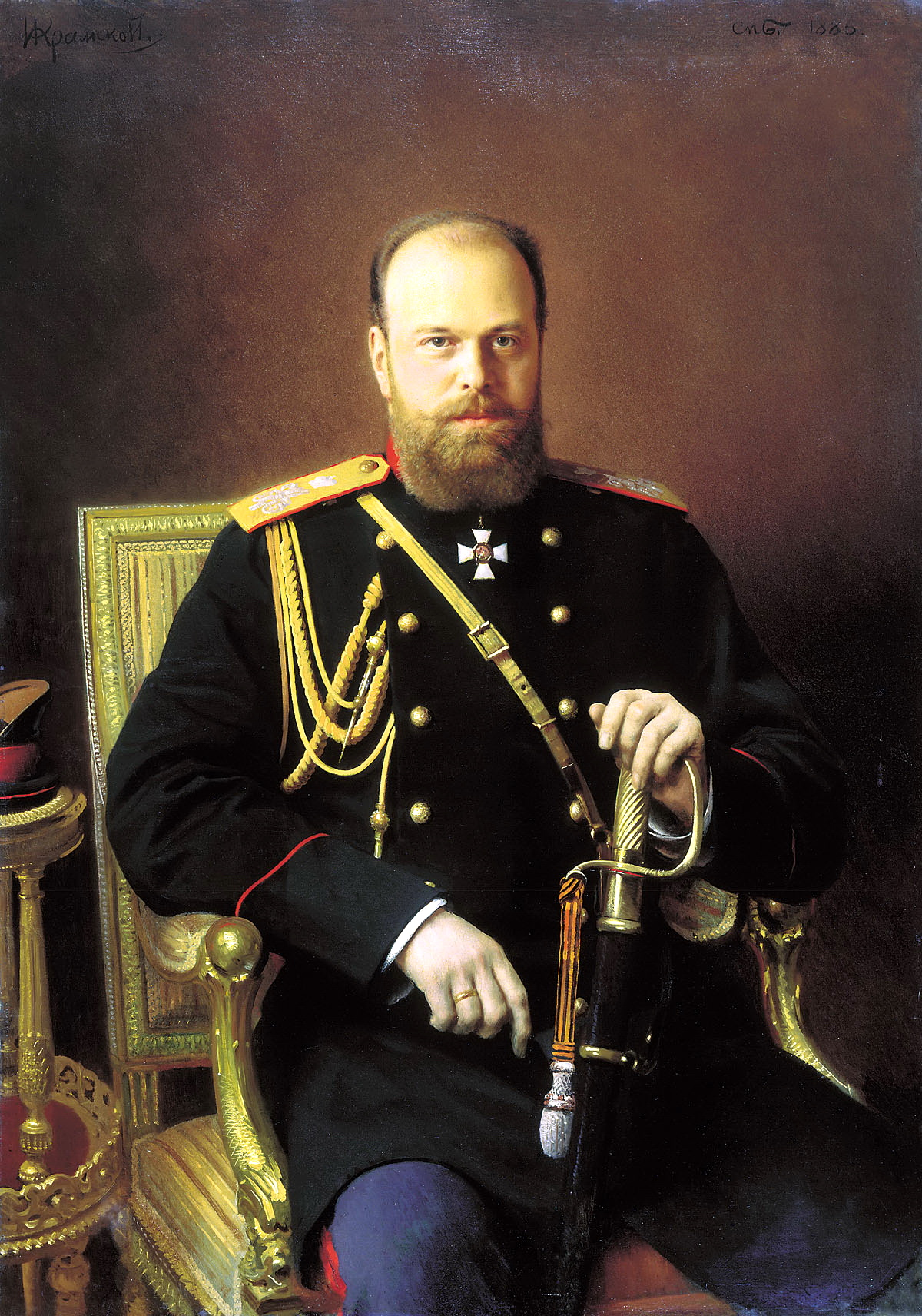
تصویر تزار الکساندر سوم در سال ۱۸۸۶

تزار جدید الکساندر سوم (۱۸۹۱–۱۸۸۱) بر خلاف پدرش، سراسر حکومت وی نوعی ارتجاع پایدار نسبت به اصل نیکلای اول تحت عنوان خودگردانی، درستی، و احترام به مردم بود. الکساندر سوم به عنوان یک طرفدار متعهد اسلاوها، معتقد بود که روسیه تنها در صورتی می‌تواند خود را از آشوب نجات دهد که جلوی اثرات مخرب اروپای غربی را بگیرد. در دوره زمامداری او، روسیه پیمان اتحاد با جمهوری فرانسه را منعقد ساخت تا قدرت فزاینده آلمان را مهار نماید، فتوحات خود را در آسیای میانه تکمیل نموده و امتیازات مهم ارضی و بازرگانی خود را از چین بگیرد.
نافذترین مشاور تزار کنستانتین پتروویچ پوبدونوتسف، معلم سرخانه الکساندر سوم و پسرش نیکلای، و مأمور شورای کلیسا از سال ۱۸۸۰ تا ۱۸۹۵ بود. او به شاگردان سلطنتی خود آموخت که از آزادی بیان و مطبوعات بهراسند و از مردم سالاری، قانون اساسی، و نظام پارلمانی متنفر باشند. تحت تعالیم پوبدونوتسف، انقلابیون سرکوب شدند و سیاست روسی کردن کشور در سراسر روسیه اجرا گردید.

#### نیکلای دوم و یک نهضت انقلابی جدید
نیکلای دوم (۱۹۱۷–۱۸۹۴) پسر الکساندر جانشین وی شد.
انقلاب صنعتی که آغاز شد تأثیر به سزایی بر روسیه گذاشت، و نیروهای اجتماعی را پدیدآورد که بعدها به براندازی تزاریسم منجر گردید.
عناصر آزادیخواه در میان سرمایه داران صنعتی و اشراف، به اصلاحات اجتماعی صلح‌آمیز و سلطنت مشروطه مایل بودند که دموکراتهای مشروطه خواه یا) کادت‌ها (را تشکیل می‌داد. انقلابیون جامعه گرا (سوسیال رولوسیونرها) سنت ناردونیک را باهم ادغام کرده بودند و از توزیع زمین بین افرادی که واقعاً بر روی آن کار می‌کردند- رعایا- حمایت می‌کردند. گروه رادیکال دیگر سوسیال دموکرات‌ها بودند که در واقع نمایندگان مارکسیسم در روسیه محسوب می‌شدند. با جمع کردن پشتیبانی از سوی روشنفکران رادیکال و طبقه کارگر شهرنشین، آن‌ها از انقلاب اجتماعی، اقتصادی و سیاسی حمایت می‌نمودند.
در سال ۱۹۰۳ حزب سوسیال دموکرات کارگری روسیه به دو جناح تقسیم شد: بلشویک‌های رادیکال به رهبری لنین، و منشویک‌های میانه‌رو به ریاست یولی مارتف، دوست سابق لنین. منشویک‌ها بر این عقیده بودند که سوسیالیسم روسیه تدریجاً و با آرامش رشد خواهد نمود. بلشویک‌های تحت ریاست ولادیمیر لنین، از تشکیل یک گروه منتخب از انقلابیون حرفه‌ای حمایت می‌نمودند که مقید به یک نظام حزبی قوی بود تا به عنوان گروه پیشگامان طبقه کارگر برای کسب قدرت عمل کند و یک جمهوری دموکراتیک کارگری جایگزین رژیم تزاریسم شود.

## انقلاب ۱۹۰۵ روسیه
عملکرد فاجعه بار نیروهای مسلح روسی در جنگ روسیه- ژاپن در سال‌های (۱۹۰۵–۱۹۰۴) ضربه‌ای عمده به رژیم تزاری وارد نمود و ناآرامی را در آن کشور افزایش داد. در ژانویه ۱۹۰۵، واقعه‌ای تحت عنوان یکشنبه خونین زمانی رخ داد که کشیشی (پدر گاپون) جمعیت کثیری را به سوی کاخ زمستانی در سن پترزبورگ هدایت نمود تا عریضه‌ای را به تزار نیکلای رومانف دوم ارائه نماید. زمانی که جمعیت به قصر رسیدند، سربازان به سوی آن‌ها آتش گشودند و صدها نفر را به قتل رساندند. توده‌های مردم چنان از این کشتار به خشم آمدند که با برقرار کردن اعتصابی عمومی خواستار جمهوری شدند. این نشانگر آغاز انقلاب روسیه سال ۱۹۰۵ بود. شوراهای کارگران در بیشتر شهرها به وجود آمدند تا فعالیت‌های انقلابی را هدایت نمایند. روسیه فلج شد و حکومت نیز ناکام ماند. در اکتبر ۱۹۰۵، تزار نیکلای روما نف با بی میلی بیانیه اکتبر معروف را صادر نمود که ایجاد دومای ملی (مجلس قانونگذاری) را بدون هیچگونه تغییری تأیید می‌نمود. حق رأی در آن توسعه می‌یافت و هیچ قانونی بدون تصویب از سوی دوما نمی‌توانست به مرحله اجرا درآید. میانه‌روها راضی شدند، اما سوسیال دموکرات‌ها این امتیازات را ناکافی می‌دانستند و به همین دلیل اعتصابات جدیدی را سازماندهی نمودند. تا سال ۱۹۰۵، بین اصلاح طلبان تفرقه وجود داشت و تنها برای مدتی کوتاه موقعیت تزار نیکلای رومانف تقویت شد.

## روسیه در جنگ جهانی اول
در اوت ۱۹۱۴ روسیه وارد جنگ جهانی اول می‌شود. نخست فقط بلشویک‌ها مخالف جنگ هستند اما شکست‌های روسیه حامیان سلطنت تزار را به حداقل می‌رساند.
تزار نیکلای رومانف دوم و هوادارانش با اشتیاق و „حس میهن‌پرستی“ وارد جنگ جهانی اول شدند، تا به دفاع از رفقای اسلاوی ارتودوکس روسیه، «صرب‌ها»، در میدان اصلی مبارزه بپردازند. در اوت ۱۹۱۴، ارتش روسیه وارد آلمان شد تا از نیروهای فرانسوی پشتیبانی کند. اما ضعف در اقتصاد روسیه و بی‌کفایتی و فساد دولت آن تنها برای مدت زمان کوتاهی در زیر پوستین ملی‌گرایی دوآتشه پنهان ماند. اما عقب‌نشینی‌های نظامی و بی‌کفایتی حکومت، به زودی بیشتر مردم را در روسیه ناراحت نمود و کنترل آلمان بر دریای بالتیک و نظارت آلمان- عثمانی بر دریای سیاه دست روسیه را از بیشتر منابع خارجی و بازارهای بالقوه قطع نمود.
از اواسط سال ۱۹۱۵، تأثیر جنگ و „حس میهن‌پرستی“ در حال تحلیل رفتن بود. کمبود منبع غذا و سوخت وجود داشت، تعداد مجروحان سرسام‌آور بود و تورم در حال فزونی بود. اعتصابات در میان کارگران کم درآمد کارخانه‌ها و رعایا افزایش یافته بود که بی‌وقفه خواستار اصلاحات ارضی بودند. ضمناً، بی‌اعتمادی عامه به رژیم از طریق یک منبع کم سواد پنهانی (گریگوری راسپوتین) منتشر می‌شد که نفوذ سیاسی فراوانی درمیان حکومت (وقت) داشت. ترور او در اواخر سال ۱۹۱۶ به این رسوائی پایان داد اما نتوانست وجهه از دست رفته حکومت استبدادی را حفظ کند.

### نبرد رباط کریم
در طول جنگ جهانی اول، علیرغم اعلام رسمی بی‌طرفی ایران، دو کشور بریتانیا و امپراتوری روسیه به دلیل عدم اعتماد باعث نقض حاکمیت ارضی شدند. روسیه، پس از اشغال شمال غرب ایران، در اطراف قزوین لشکر کشید وبا نزدیک شدن به تهران (پایتخت ایران) باعث بحرانی شدن اوضاع تهران و انحلال مجلس شد. به طوری که احمدشاه و اطرافیان تصمیم گرفتند که با ترک تهران و جا به جایی پایتخت، سلسله قاجار را حفظ کنند. اما از دست رفتن پایتخت ممکن بود به شورش شهرها منجر شود. از این رو با جداسازی دولت و سلطنت، پایتخت دولت وقت به قم و سپس به اصفهان مهاجرت کرد و پایتخت سلطنت همچنان در تهران ماند. برای ایستادگی در برابر نیروهای روسیه و جا به جایی پایتخت دولت از تهران به قم و حفظ پایتخت سلطنت در تهران،  نیروهای مردمی به رهبری حیدر لطیفیان در نبردی موسوم به نبرد رباط‌کریم در اطراف تهران در برابر نیروهای روس مقاومت کردند. با آن که مقاومت مردمی در برابر روس ها شکست خورد، اما در هدف حفظ تهران از تسخیر توسط روسیه موفق شدند و پایتخت همچنان تهران ماند.

## تزارهای روس
۱. ایوان سوم (۱۴۶۲–۱۵۰۵)
۲. واسیلی سوم (۱۵۰۵–۱۵۳۳)
۳. ایوان چهارم (۱۵۴۷–۱۵۸۴)
۴. فیودور اول (۱۵۸۴–۱۵۹۸)
۵. بوریس گودونوف (۱۵۹۸–۱۶۰۵)
1. فیودور دوم
2. دیمیتری دروغین اول
3. واسیلی چهارم
4. دیمیتری دروغین دوم
5. ولادییسلاو

۱۱. میخاییل اول (۱۶۱۲–۱۶۴۵)
۱۲. آلکسی (۱۶۴۵–۱۶۷۶)
۱۳. فیودور سوم (۱۶۷۶–۱۶۸۲)
۱۴. پتر یکم (کبیر) (۱۶۹۴–۱۷۲۵)
1. کاترین یکم
2. پتر دوم
3. ملکه آنا
4. ایوان ششم
5. ملکه الیزابت
6. پتر سوم

۲۱. کاترین دوم (کبیر) (۱۷۶۲–۱۷۹۶)
۲۲. پاول (۱۷۹۶–۱۸۰۱)
۲۳. الکساندر اول (۱۸۰۱–۱۸۲۵)
۲۴. کنستانتین
۲۵. نیکلای اول (۱۸۲۵–۱۸۵۵)
۲۶. الکساندر دوم (۱۸۵۵–۱۸۸۱)
۲۷. الکساندر سوم (۱۸۸۱–۱۸۹۴)
۲۸. نیکلای دوم (۱۸۹۴–۱۹۱۷)
۲۹. میخائیل دوم (۱۹۱۷)

## انقلاب ۱۹۱۷ روسیه

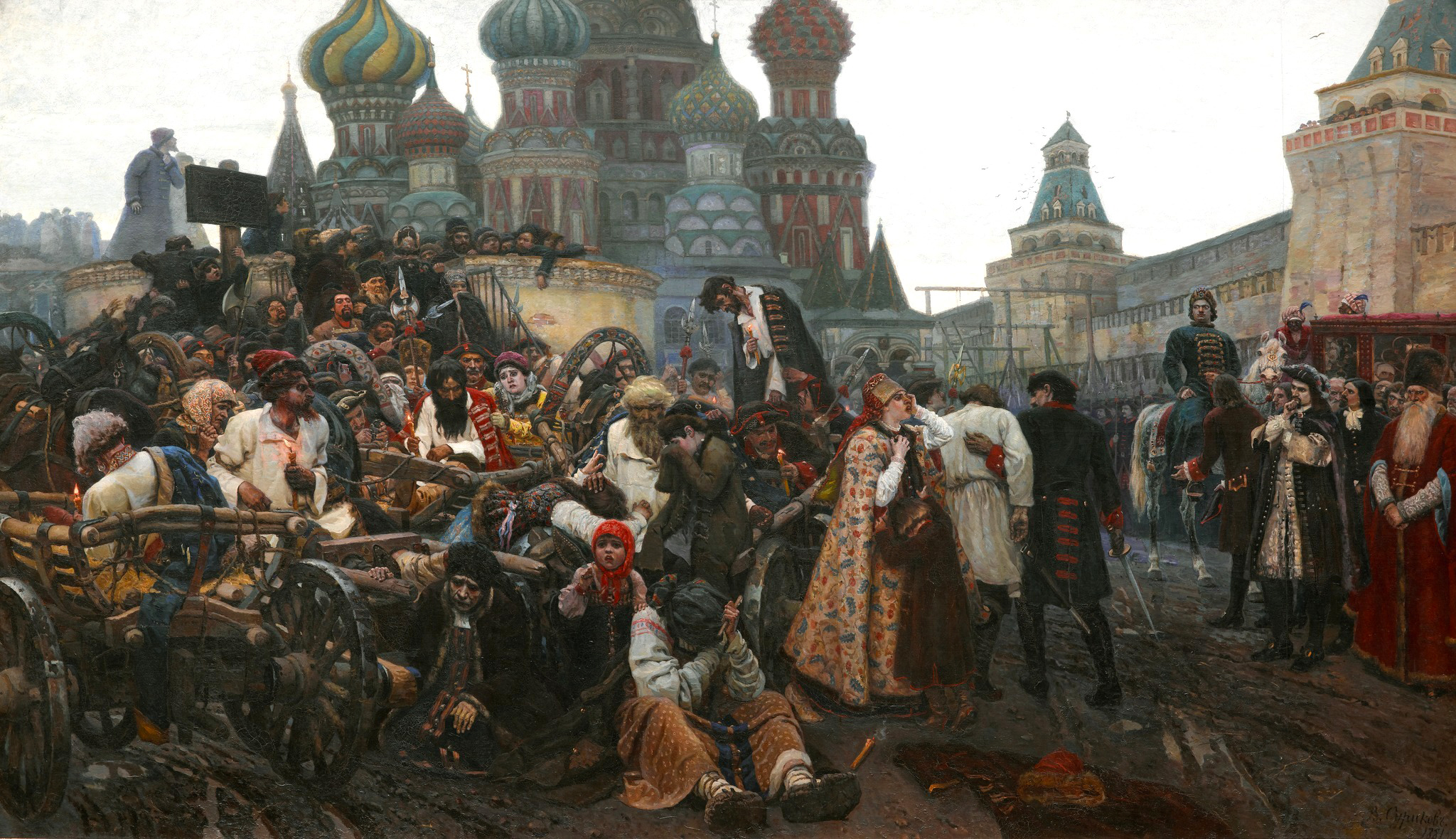
پتر اول ارتش قدیمی استرلتزی را منحل کرد؛ هزاران استرلتژی اعدام شدند.

انقلاب ۱۹۱۷ روسیه، جنبشی سیاسی در روسیه بود که در سال ۱۹۱۷ با سرنگونی دولت موقت که بعد از حکومت تزارها به روی کار آمده بود به اوج خود رسید و به برپایی اتحاد شوروی که تا سال ۱۹۹۱ برقرار بود انجامید. این انقلاب در دو مرحله صورت گرفت: ابتدا انقلاب فوریه ۱۹۱۷ بود که تزار نیکلای دوم، آخرین تزار روسیه، را از سلطنت خلع کرد. این انقلاب پس از کمی کش و قوس دولت موقت، به رهبری الکساندر کرنسکی، را به قدرت رساند. دومین مرحله، انقلاب اکتبر ۱۹۱۷ است.
در سوم مارس ۱۹۱۷ اعتصابی در یک کارخانه در پتروگراد (نام سابق سن پترزبورگ) رخ داد. تقریباً طی یک هفته تمام کارگران در خیابان‌ها سرگردان شدند و جنگ خیابانی درگرفت. زمانی که تزار دوما را منحل نمود و به اعتصابگران دستور داد که به کار خود بازگردند، دستورهای وی موجب انقلاب فوریه ۱۹۱۷شد.

## انقلاب فوریه ۱۹۱۷ روسیه
دوما دستور انحلال را نپذیرفت، و اعتصابگران بدون اعتنا به رژیم جلسات دسته جمعی خود را برگزار کردند، و ارتش نیز علناً در کنار کارگران قرار گرفت. چند روز بعد دولت موقت به ریاست شاهزاده لفوف (لووف) و با تأیید دوما تشکیل شد. روز بعد تزار از حکومت کناره‌گیری نمود. ضمناً، سوسیالیست‌ها در پتروگراد یک شورای کارگران و نمایندگان از سربازان تشکیل دادند تا قدرتی را که از دوما سلب شده بود به آن بازگردانند.
درماه جولای رئیس دولت موقت استعفاء داد و الکساندر کرنسکی جایگزین وی گردید که از او پیشروتر بود اما به حد کافی رادیکال نبود. در زمان حکومت کرنسکی، شوراها، سازمان خود را از طریق تأسیس شوراهای محلی در سراسر کشور گسترش دادند. کرنسکی مرتکب اشتباه مهلک ادامه درگیری روسیه در جنگ جهانی شد که برای توده‌های مردمی خوشایند و مطلوب نبود.
لنین، از تبعید سوئیس وارد روسیه شد و امیدوار بود با تلاش بتواند روسیه را از گردونه جنگ خارج سازد. ترن لنین که وارد ایستگاه شد، مورد استقبال هزاران رعیت، کارگر و سرباز قرار گرفت.

## انقلاب اکتبر ۱۹۱۷ روسیه
دومین مرحله، انقلاب اکتبر ۱۹۱۷ است. پس از وقایعی تاریخی، شوراهای کارگران و سربازان کنترل دولت را در اکتبر ۱۹۱۷ به دست گرفتند و کرنسکی و دولت موقت او را به تبعید فرستادند، این وقایع به عنوان“ انقلاب اکتبر ۱۹۱۷ روسیه “ مشهور گردید.
انقلاب اکتبر تحت نظارت حزب بلشویک و به رهبری لنین به پیش می‌رفت، قدرت را طی یک یورش نظامی همه‌جانبه به کاخ زمستانی سن پترزبورگ و سایر اماکن مهم از دولت موقت گرفت. در این انقلاب افراد بسیار کمی کشته شدند. در طول این انقلاب در شهرهای اصلی روسیه همانند مسکو و سن پترزبورگ رویدادهای تاریخی برجسته‌ای رخ دادند. انقلاب در مناطق روستایی و رعیتی نیز پابه‌پای مناطق شهری در حال پیشروی بود و دهقانان زمین‌ها را تصرف کرده و در حال توزیع مجدد آن در میان خود بودند.
بلشویک‌ها شورای کمیسرهای خلق را به وجود می‌آورند و لنین صدر شورا و تروتسکی کمیسر امور خارجه می‌شود. مسکو به تصرف بلشویک‌ها در می‌آید و دومین کنگره شوراها برگزار می‌شود. مالکیت خصوصی لغو و کلیه امور به شوراهای روستایی واگذار می‌شود. تمام زمین‌ها میان مردم تقسیم می‌شود. در ۱۹۱۸ بلشویک‌ها رسماً نامشان را به حزب کمونیست اتحاد شوروی تغییر می‌دهند.
لنین توانست دولت بلشویک‌ها را از مشکل جنگ جهانی با انعقاد عهدنامه برست-لیتوفسک با آلمان در سال ۱۹۱۸، برهاند که در آن بلشویک‌ها از هرگونه ادعایی نسبت به اراضی فنلاند، سرزمین‌های بالتیک، لهستان، بلاروس، اوکراین، و نیز قلمرو امپراتوری عثمانی چشم پوشی می‌نمودند.

## جنگ داخلی روسیه
موضوع اصلی: جنگ داخلی روسیه
از اواخر ۱۹۱۸ تا اواخر ۱۹۲۰ شوروی درگیر جنگ داخلی است. ارتش سرخ به رهبری تروتسکی با گاردهای سفید ضدانقلابی می‌جنگند. گروه قدرتمند ضدانقلابیون تحت عنوان جنبش سفیدها، شروع به سازماندهی جهت براندازی شوراهای نمودند. در عین حال کشورهای متحدین و متفقین (۲۲ کشور) لشکرهای اعزامی متعددی را به روسیه فرستادند تا از نیروهای ضد بلشویک حمایت نمایند. متفقین می‌ترسیدند که روس‌ها با آلمان به خاطر پیمان برست- لیتوفسک ساخت و پاخت نمایند؛ آن‌ها همچنین امیدوار بودند که روس‌های سفید بتوانند سلسله مبارزات خود را علیه آلمان تداوم بخشند.
در پائیز ۱۹۱۸ رژیم بلشویک‌ها در موقعیت خطرناکی قرار گرفت، و از سوی متحدین سابق روسیه و دشمنان داخلی مورد دشمنی قرار گرفت، و وارد درگیری پراکنده با جمهوریخواهان ملی‌گرا در بلاروس و اوکراین و نیروهای هرج و مرج طلب گردید.
در مقابله با این وضعیت اضطراری، دوره ارعاب در روسیه از طریق ارتش سرخ و (چکا) آغاز شد که همه دشمنان انقلاب را نابود ساخت. اما به دلیل اهداف متعالی، بلشویک‌ها نمی‌توانستند رضایت تمامی عناصر اجتماعی را کسب نمایند. آن‌ها در کنار دیگر موسسات تزاری، پلیس مخفی تزارها را نابود کردند، چراکه مورد نفرت تمامی دسته‌های سیاسی بود، و برای تضمین بقای حکومت خود آن را با یک پلیس سیاسی دیگر جایگزین نمودند.
تا سال ۱۹۲۰ هرگونه مقاومت گاردهای سفید سرکوب گردید، سربازان خارجی این کشور را تخلیه نمودند، و دولتهای بلشویک در بلاروس، اوکراین و قفقاز تأسیس شد. در ۱۹۲۰ شوروی عملاً مسلط می‌شود.
همچنان که روسیه در باتلاق جنگ داخلی فرورفته بود، مرزهای لهستان و روسیه در جنگ و پیمان ورسای تعریف نشده بود و بیشتر در اثر جنگ داخلی دچار آشوب می‌گردید. جنگ لهستان- شوروی (۱۹۲۱–۱۹۱۹) با شکست ارتش سرخ پایان یافت، و نیز مرزهای بین شوروی و لهستان معلوم گردید.

## روسیه در جنگ جهانی دوم
روسیه در جنگ جهانی دوم به نبرد مسکو شناخته می‌شود. این نبرد در بازهٔ زمانی اکتبر ۱۹۴۱ تا ژانویه ۱۹۴۲ رخ‌داد. نیروهای آلمان از آغاز اکتبر، بولدوزر وار به مسکو یورش بردند و تقریباً تمام مقاومت ها و ضد حملات را در هم می‌شکستند؛ ولی از نوامبر به خصوص دسامبر معجزه ای رخ داد. هوا به‌طور ناگهانی و وحشتناک سرد و بورانی شد و یخبندان نیز آغاز شد.

## نظریه دومینو
از دهه ۱۹۵۰ تا دهه ۱۹۸۰ تئوری بسیار مهم و حساسی بود (و وقایع خاورمیانه نشان می‌دهد که همچنان هست)، بر این باور که زمانی که یک کشور در منطقه‌ای از جهان تحت نفوذ کمونیسم قرار می‌گیرد کشورهای اطراف هم مانند ویژگی دومینو آن را دنبال می‌کنند. تئوری دومینو در طول جنگ سرد به منظور توجیه نیاز به مداخله آمریکا در سراسر جهان و محقق شدن این امر با مدیریت ایالات متحده به‌طور مستمر به کار بسته شد.
کشورهای زیادی از جمله چین، کره شمالی، ویتنام، کامبوج، کوبا، آلمان شرقی به نظام کمونیستی تبدیل شدند. روسیه به عنوان بزرگترین کشور کمونیستی جهان نقش رهبری تمامی کشورهای کمونیستی را داشت و رقیب سرسختی با ایالات متحده شد.

## جنگ سرد
به طور کلی دوره زمانی جنگ سرد از ۱۹۴۷ و آغاز دکترین ترومن تا فروپاشی شوروی در ۱۹۹۱ در نظر گرفته می‌شود. به دلیل آن‌که در این دوران هرگز درگیری نظامی مستقیم میان نیروهای ایالات متحده و شوروی به وجود نیامد اما گسترش قدرت نظامی و کشمکش‌های سیاسی منجر به جنگ‌های نیابتی و درگیری‌های مهم بین کشورهای پیرو و هم‌پیمانان این دو ابرقدرت شد، از واژه سرد برای توصیف این جنگ استفاده می‌شود. ریشه‌های جنگ سرد به پیروزی متفقین در جنگ جهانی دوم و پایان اتحاد موقت آمریکا و شوروی بر علیه آلمان نازی و در ادامه درگیری ایدئولوژیک و ژئوپلتیک دو کشور برای گسترش نفوذ جهانی باز می‌گردد. ترس از دکترین نابودی حتمی طرفین باعث شد تا هیچ یک از دو طرف حمله پیشگیرانه اتمی را آغاز نکنند. به غیر از مسابقه تسلیحات هسته‌ای و استقرارهای مرسوم نیروهای نظامی دو طرف از راه‌های دیگر همچون جنگ روانی، کارزارهای تبلیغات سیاسی، جاسوسی، تحریم‌های اقتصادی گسترده، رقابت در مسابقات ورزشی و فناوری مثل رقابت فضایی برای اثبات برتری خود استفاده کردند. بخش عمده ای از تاریخ شوروی، مربوط به جنگ سرد و پیامدهای آن است.

## پایان استالینیسم
با مرگ جوزف استالین و روی کار آمدن خروشچف، روسیه سیاستی متفاوت را پیشه کرد. خروشچف رهبری اتحاد جماهیر شوروی را به عنوان دبیر اول حزب کمونیست اتحاد جماهیر شوروی از سال ۱۹۵۳ تا ۱۹۶۴ بر عهده داشت؛ او هم‌چنین در حدفاصل سال‌های ۱۹۵۸ تا ۱۹۶۴، نخست‌وزیر اتحاد شوروی بود و ریاست شورای وزیران را بر عهده داشت. خروشچف در دوران مسئولیتش، مواردی از جمله استالین‌زدایی اتحاد جماهیر شوروی، حمایت از پیشرفت و توسعهٔ برنامه فضایی شوروی و چندین اصلاحات نسبتاً لیبرال در زمینهٔ سیاست داخلی را پی‌گرفت. اعضای حزب کمونیست شوروی، در سال ۱۹۶۴ خروشچف را از قدرت برکنار کردند و لئونید برژنف را به عنوان دبیر اول حزب کمونیست شوروی و آلکسی کاسیگین را به عنوان نخست‌وزیر شوروی جایگزین وی کردند. 

## گروباچف
گروباچف از سال ۱۹۸۸ تا ۱۹۹۱ رئیس دولت اتحاد جماهیر شوروی بود؛ به این‌صورت که از سال ۱۹۸۸ تا ۱۹۸۹ به عنوان صدر هیئت رئیسه شورای عالی شوروی، از سال ۱۹۸۹ تا ۱۹۹۰ به عنوان رئیس شورای عالی شوروی و از سال ۱۹۹۰ تا ۱۹۹۱ به عنوان رئیس‌جمهور اتحاد شوروی. از نظر ایدئولوژی، او در ابتدا به مارکسیسم-لنینیسم پایبند بود، اما از اوایل دههٔ ۱۹۹۰ به سمت سوسیال دموکراسی متمایل شد.

## فروپاشی شوروی
از او به عنوان یکی از مهم‌ترین شخصیت‌های نیمهٔ دوم قرن ۲۰ یاد می‌شود؛ شخصیت گورباچف هم‌چنان محل بحث و جدال میان موافقان و مخالفان است. وی طیف وسیعی از ستایش‌ها و جوایز از جمله جایزه صلح نوبل را به دلیل نقش محوری در پایان دادن به جنگ سرد، محدود کردن نقض حقوق بشر در اتحاد جماهیر شوروی و خودداری از مداخلهٔ نظامی در پی سقوط دولت‌های مارکسیست-لنینیست در شرق و اروپای مرکزی و اتحاد دوباره آلمان دریافت کرده‌است؛ برعکس، او در روسیه به دلیل آن‌که جلوی فروپاشی اتحاد جماهیر شوروی را نگرفت، اغلب مورد سرزنش و سخره قرار می‌گیرد؛ اتفاقی که باعث کاهش تأثیر جهانی روسیه و بحران اقتصادی در این کشور شد.

## یلتسین
جانبداری بوریس یلتسین از برقراری دموکراسی در روسیه و کمک وی به این روند، از او در میان کشورهای غربی که خواهان فروپاشی شوروی بودند، یک چهره دموکرات ساخت. یلتسین در سال ۱۹۹۴ دستور حمله به چچن را صادر کرد. کاری که بعدها موجب پشیمانی او شد. او در سال ۱۹۹۶ برای دومین بار به ریاست جمهوری جمهوری فدراتیو روسیه انتخاب شد و تا سال ۱۹۹۹ در این مقام باقی‌ماند. او در تاریخ ۳۱ دسامبر ۱۹۹۹ از قدرت کناره‌گیری کرد و اداره امور کشور را به نخست‌وزیر وقت ولادیمیر پوتین سپرد.

## ولادمیر پوتین
پوتین پس از فارغ‌التحصیلی از دانشگاه لنینگراد از طرف کا.گ. ب دعوت به همکاری شد و بین سال‌های ۱۹۸۵ تا ۱۹۹۰ از سوی این سازمان در آلمان خدمت کرد، وی از سال ۱۹۹۰ تا ۱۹۹۹ پست‌های مختلفی را از مشاور رئیس دانشگاه دولتی لنینگراد تا دبیرکلی شورای امنیت ملی روسیه را تجربه کرد و سرانجام در اوت ۱۹۹۹ به مقام نخست‌وزیری روسیه رسید، در دسامبر همان سال و در پی استعفای بوریس یلتسین به عنوان رئیس‌جمهوری موقت روسیه برگزیده شد و در مارس ۲۰۰۰ طی انتخابات ریاست جمهوری، رئیس‌جمهور روسیه شد، وی در انتخابات سال ۲۰۰۴ نیز در سمت خود ابقا شد و سرانجام در ماه مه سال ۲۰۰۸ در دولت تازه به قدرت رسیده دیمیتری مدودف پست نخست‌وزیری روسیه را به عهده گرفت.
پس از روزها نبرد سنگین میان استقلال‌طلبان اوستیای جنوبی و ارتش گرجستان، یک آتش‌بس اعلام شد. پس از اعلام آتش‌بس، در تاریخ ۷ اوت ۲۰۰۸ نیروهای ارتش گرجستان در یک عملیات غافلگیرانه، شهر چخینوالی را تصرف کردند. فردای آن روز یعنی در ۸ اوت ۲۰۰۸ میلادی، روسیه در واکنش به حملهٔ ارتش گرجستان، بخشی از نیروهای خود را در مرز با اوستیا قرار داد و سپس تانک‌های روسیه وارد شهر چخینوالی شدند و جنگ جنگ اوستیای جنوبی ۲۰۰۸ آغاز شد. دمیتری مدودف، رئیس‌جمهور وقت روسیه، این اقدام روسیه را در جهت دفاع از شهروندان روسی ساکن در اوستیای جنوبی عنوان کرد. میخائیل ساکاشویلی رئیس‌جمهور گرجستان اعلام کرد: گرجستان از خود در برابر حملات روسیه دفاع خواهد کرد. گرجستان همچنین اعلام کرد که هواپیماهای جنگی روسیه فرودگاه بین‌المللی تفلیس را بمباران کرده‌اند. روسیه همچنین ناوهای جنگی خود را به بنادر گرجستان در حاشیه دریای سیاه اعزام کرد. همچنین چهار افسر روسی نیز توسط گرجستان دستگیر شدند.
ولادمیر پوتین در انتخابات سال ۲۰۱۲ روسیه نیز با کسب ۶۳ درصد آرا به عنوان سومین بار رئیس‌جمهور روسیه گردید. اعتراضات ۲۰۱۳–۲۰۱۱ روسیه در ۲۰۱۱ اعتراض به نتایج انتخابات پارلمان و ریاست‌جمهوری روسیه شروع شد و تا ۲۰۱۳ طول کشید. معترضان خواستار برگزاری انتخابات عادلانه در روسیه بودند.
الحاق کریمه به فدراسیون روسیه؛ یک بحران دیپلماتیک منطقه‌ای و بین‌المللی در شبه‌جزیره کریمه واقع در جنوب اوکراین است که در ماه‌های فوریه و مارس سال ۲۰۱۴ جمهوری کریمه پدیدار شد. این بحران متعاقب انقلاب ۲۰۱۴ اوکراین]] رخ داد؛ که در جریان آن رئیس‌جمهور اوکراین ویکتور یانوکوویچ که از جناح طرفدار روسیه بود سرنگون شد و سیاست‌مداران طرفدار اروپا در شهر کی‌یف پایتخت اوکراین به قدرت رسیدند.
تظاهرات ۲۰۲۱ روسیه در حمایت از رهبر بازداشته شده مخالفان آلکسی ناوالنی مخالف ولادیمیر پوتین و در حمایت از فیلم منتشر شده کاخی برای پوتین آغاز شد. وی پس از بازگشت به کشورش از آلمان در بازرسی گذرنامه در فرودگاه بازداشت شده‌است. به گزارش خبرگزاری اینترفاکس روسیه مقام‌های زندان فدرال روسیه بازداشت آقای ناوالنی را تأیید کرده‌اند.

## دوران پس از شوروی
- کوهن، استفان. جنگهای صلیبی ناکام: آمریکا و تراژدی روسیه کمونیست آتی. نیویورک:WW. نورتون، ۲۰۰۰.
- فابریکانس، جونیور، چارلز اچ. ۱۹۹۹. "فئودالیزه کردن حکومت.  ژورنال دموکراسی ۱۰(۲): ۵۳–۴۷.
- پاول آر. گرگوری و رابرت سی. استوارت. عملکرد و ساختار اقتصادی روسیه و شوروی، ادیسون-والسی چاپ هفتم، ۲۰۰۱
- مدودوف، روی.  روسیه پس از دوره شوروی، سفری به دوران یلتسین.
- ماس، والتر جی. «تاریخی از روسیه. جلد۲:» از ۱۸۵۵ به بعد". چاپ دوم. انتشارات آنتم، ۲۰۰۵، فصل۲۲.

- کتاب روسیه تزاری - جیمز ای. استریکلر - انتشارات تاریخ جهان